# Remitzhof
Remitzhof (auch Renezhof genannt) ist ein Gemeindeteil des Marktes Steinwiesen im Landkreis Kronach (Oberfranken, Bayern).

## Geographie
Der Weiler liegt am Fuße einer Anhöhe (551 m ü. NHN, 0,7 km nördlich). Die Rodach fließt südöstlich vorbei. Dort befinden sich in unmittelbarer Nachbarschaft zu Remitzhof die Einöden Schnabrichsmühle und Erlabrück. Ein Anliegerweg führt zur Staatsstraße 2207 (0,4 km nordöstlich), die nach Erlabrück zur Bundesstraße 173 bzw. an Eisenhammer vorbei nach Steinwiesen verläuft (2,5 km nordöstlich).

## Geschichte
Im Jahr 1507 wurde Remitzhof erstmals erwähnt. Gegen Ende des 18. Jahrhunderts bestand der Ort aus einem Anwesen. Das Hochgericht übte das bambergische Centamt Kronach aus. Die Grundherrschaft über den Hof hatte das Kastenamt Kronach.
Mit dem Gemeindeedikt wurde Remitzhof dem 1808 gebildeten Steuerdistrikt Steinwiesen und der 1818 gebildeten Ruralgemeinde Steinwiesen zugewiesen.

### Einwohnerentwicklung
| Jahr      | 001818 | 001861 | 001871 | 001885 | 001900 | 001925 | 001950 | 001961 | 001970 | 001987 |
| Einwohner |        | 9      | 10     | 12     | 11     | 14     | 17     | 7      | 12     | 4      |
| Häuser    | 1      |        |        | 3      | 2      | 2      | 1      | 1      |        | 3      |
| Quelle    | [ 6 ]  | [ 8 ]  | [ 9 ]  | [ 10 ] | [ 11 ] | [ 12 ] | [ 13 ] | [ 14 ] | [ 15 ] | [ 1 ]  |

## Religion
Der Ort ist römisch-katholisch geprägt und nach Mariä Geburt (Steinwiesen) gepfarrt. An der Auffahrt zum Remitzhof steht eine Wegkapelle, die ursprünglich aus dem 19. Jahrhundert stammt.